# Jean-Louis Fesch
Pour les articles homonymes, voir Fesch.
Ne doit pas être confondu avec Jean-Louis Pesch.
Jean-Louis Fesch (1739-1778) est un artiste-peintre, dessinateur, portraitiste, caricaturiste et miniaturiste suisse né à Bâle en 1739, décédé à Paris le 20 mai 1778.

## Biographie
Jean-Louis Fesch, connu également sous les noms de Jean-Louis Faesch ou de Johann Ludwig Wernhard Faesch, est né à Bâle en 1739 dans une famille patricienne de la ville qui a notamment donné de nombreux juristes. C'est donc naturellement qu'il se tourne vers des études de droit, obtient un doctorat puis devient jurisconsulte. Ayant toujours eu un goût et une inclination pour les arts, et particulièrement pour le dessin et la peinture, il décide alors de changer complètement de vie, de rompre avec son environnement et de se lancer dans une carrière d'artiste peintre. Dans les années 1760, il choisit de partir s'installer à Paris et d'exercer son art en tant que portraitiste, caricaturiste, et miniaturiste, appelé à l'époque sous la dénomination de « peintre à six francs ». Passionné par le théâtre, il appréciait particulièrement dessiner les comédiens en représentation, sujet dont il s’était fait une spécialité. Il représenta notamment le fameux tragédien français Le Kain de la Comédie-Française ainsi que le comédien italien Carlo Antonio Bertinazzi (dit Carlin) qui se produisait au Théâtre-Italien. Sa collection de grimaces et d’attitudes du célèbre acteur anglais David Garrick eut un grand succès dans toute l’Europe. Il en réalisa plus d'une centaine. Il exécuta aussi le portrait de Voltaire dont il laissa plusieurs dessins. Il est l'auteur de plusieurs ouvrages qui furent très recherchés. Dans ses dessins, la représentation des costumes, le plus souvent aux couleurs éclatantes, est très fidèle à la réalité et souligne le regard minutieux et le soin portés par l'artiste aux détails. Le trait vif et piquant caractérisant son œuvre constitue un fidèle témoignage de l’art théâtral du XVIIIe siècle. Son associé Whirsker avec lequel il travailla de nombreuses années poursuivit son œuvre. Jean-Louis Fesch décéda à Paris le 20 mai 1778 à l’âge de 39 ans. Les départements des Arts du spectacle et des Estampes de la Bibliothèque nationale de France, la bibliothèque-musée de l'Opéra de Paris ainsi que la Comédie-française conservent un certain nombre de ses dessins. La bibliothèque de la Comédie-française possède dans ses collections un fonds d'environ cent-trente dessins de Fesch et de Whirsker.